# Rob Rensenbrink
Pieter Robert "Rob" Rensenbrink (født 3. juli 1947 i Amsterdam, Holland, død 24. januar 2020) var en hollandsk fodboldspiller, der som angriber var en bærende kraft på det hollandske landshold, der i 1970'erne nåede to VM-finaler, samt vandt bronze ved EM i 1976.
Rensenbrink startede sin karriere hos Door Wilskracht Sterk i sit hjemland, men havde sin største tid i nabolandet Belgien, hvor han spillede for først Club Brugge og siden RSC Anderlecht. Efter et kort ophold i amerikansk fodbold afsluttede han sin karriere hos franske Toulouse FC.
Med Club Brugge vandt Rensenbrink en enkelt gang den belgiske pokaltitel. Tiden i Anderlecht var mere succesfuld, har var han med til at vinde to mesterskaber og fire pokaltitler, samt Pokalvindernes Europa Cup i både 1976 og 1978.
Rensenbrink blev i 2004 udvalgt til FIFA 100, en kåring af de 125 bedste nulevende fodboldspillere gennem historien.

## Landshold
Rensenbrink nåede i løbet af sin karriere at spille 49 kampe og score 14 mål for Hollands landshold, som han repræsenterede i årene mellem 1968 og 1979. Han var en del af det hollandske hold der vandt sølv ved både VM i 1974 i Vesttyskland og ved VM i 1978 i Argentina. Desuden var han med til blive nummer tre ved EM i 1976.

## Titler
Belgisk mesterskab
- 1972 og 1974 med RSC Anderlecht

Belgisk pokaltitel
- 1970 med Club Brugge
- 1972, 1973, 1975 og 1976 med RSC Anderlecht

Pokalvindernes Europa Cup
- 1976 og 1978 med RSC Anderlecht

UEFA Super Cup
- 1976 med RSC Anderlecht